# Al Miller
Al Miller (ur. 17 grudnia 1936 w Lebanon) – amerykański piłkarz, grający na pozycji pomocnika, trener, członek National Soccer Hall of Fame.

## Kariera piłkarska
Al Miller uczęszczał do East Stroudsburg State College, gdzie grał w drużynach piłkarskich i koszykarskich, gdzie grał w latach 1956-1959.

## Kariera trenerska

### College
Al Miller po zakończeniu kariery sportowej został trenerem. Wkrótce rozpoczął pracę trenera golfa na Albright College. W latach 1961–1966 rozpoczął pracę z drużyną New Paltz State, z którą trzykrotnie sięgał po mistrzostwo Nowego Jorku. Następnie w latach 1967-1972 pracował na Hartwick College, z którym odniósł następujący bilans: 64 wygrane, 12 remisów i 3 porażki, a także wystąpił w 1970 roku w Final Four mistrzostw Nowego Jorku.

### NASL
W 1973 roku Al Miller został trenerem nowo żałożonej drużyny ligi NASL przez Toma McCloskeya - Philadelphia Atoms. Miller zbudował zespół z amerykańskich zawodników m.in.: Bob Rigby, Bobby Smith. Wkrótce Al Miller wyruszył wraz z drużyną do Anglii w celu znalezienia zawodników do drużyny i zatrdunił w klubie m.in.: Andy'ego Provana, Jima Fryatta i Chrisa Dunleavy'ego. Sięgnął z drużyną po mistrzostwo NASL w sezonie 1973 po zwycięstwie w finale 2:0 z Dallas Tornado. Z klubu odszedł po sezonie 1975.
W 1975 roku prowadził dwa mecze reprezentacji Stanów Zjednoczonych, które oba zakończyły się remisem. W latach 1976–1980 był trenerem Dallas Tornado, a w latach 1980-1981 prowadził Calgary Boomers, a w 1983 roku trenował halową drużynę Tampa Bay Rowdies, z którą sięgnął po halowe mistrzostwo NASL w sezonie 1983 i jej tym samym jedynym obok Eddiego Firmaniego i Rona Newman, którzy zdobyli mistrzostwa NASL zarówno na otwartym powietrzu, jak i na hali. Odszedł z klubu dnia 5 października 1983 roku z powodu konfliktu z władzami klubu.

## Dyrektor
Potem Al Miller już nie trenował profesjonalnych zespołów. W latach 1984–1988 zasiadał w zarządzie klubu ligi MISL - Cleveland Force.
Potem Al Miller przez był dyrektorem w USSF. Dnia 22 lutego 1989 roku otrzymał franczyzę z klubu ligi MISL - Cleveland Crunch, gdzie przez następnie dziewięć lat był dyrektorem sportowym klubu. W lipcu 1992 roku liga MISL została rozwiązana i klub zaczął występować w rozgrywkach ligi NPSL i wkrótce klub zdobył trzykrotne mistrzostwo tej ligi (1994, 1996, 1999) oraz trzykrotnie docierał do finału tych rozgrywek (1991, 1993, 1997).

## Telewizja
Al Miller pracował również w telewizji ESPN. Był komentatorem w ESPN Mundial Sports, a także narratorem filmów o tematyce piłkarskiej, a także jest autorem jednego z rozdziałów książki py. Winning Soccer.
Al Miller został wprowadzony przez East Stroudsburg State College do Athletic Hall of Fame w 1987 roku, a w 1995 roku został wprowadzony do Hartwick College Hall of Fame oraz do National Soccer Hall of Fame.
W 2008 roku Al Miller został wprowadzony New Paltz Hall of Fame.

## Sukcesy trenerskie

### Philadelphia Atoms
- Mistrzostwo NASL: 1973

### Tampa Bay Rowdies
- Halowe mistrzostwo NASL: 1983

### Indywidualne
- Trener Roku NASL: 1973